# 스페이스 A
스페이스 A(Space A)는 1997년에 결성한 대한민국의 남녀 혼성 그룹이다. 현재는 김현정, 신민호, 이무진 3명이 활동 중이다. 대표곡으로는 '주홍글씨', '성숙', '섹시한 남자' 등이 있다.

## 구성원
- 현재 멤버: 김현정, 신민호, 이무진
- 과거 멤버: 루루, 안유진, 정순원, 이구, 강지연, 이시유, 도하린, 한영준

## 음반
- 1997년 1집 - Space A
- 1999년 2집 - Power Bit Techno
- 2000년 2.5집 - Power Secondary
- 2001년 3집 - City Mania
- 2002년 리믹스 - Special Remix Album
- 2013년 미니 - Re-Turn